# Jan Czyński
Jan Czyński (ur. 20 stycznia 1801 w Warszawie, zm. 31 stycznia 1867 w Londynie) – publicysta, radykalny demokrata, socjalista utopijny, był z wykształcenia prawnikiem, należał do wybitnych intelektualistów i działaczy politycznych polskiego obozu niepodległościowego.

## Życiorys
Czyński pochodził z żydowskiej rodziny frankistów (ojciec Józef, matka Katarzyna z Krysińskich). Studiował filozofię i prawo na Uniwersytecie Warszawskim, gdzie nawiązał przyjaźń z Krępowieckim i Janem Janowskim.
W Lublinie był adwokatem. Po wybuchu powstania listopadowego popierał je, uczestnicząc w okolicznościowych manifestacjach. Został adiutantem pułkownika Szeptyckiego, który zorganizował Gwardię Narodową. Poświęcenie jej sztandarów odbyło się 14 grudnia 1830 na Placu Marsowym. W trakcie manifestacji Czyński nawoływał do popierania powstania. Wzywał też do udziału w walce ludność żydowską, przemawiając w synagodze.
Od 9 grudnia 1830 do 5 lutego 1831 był redaktorem i wydawcą pierwszego lubelskiego dziennika – „Kuriera Lubelskiego”. Kiedy do miasta wkroczyli Rosjanie, Czyński opuścił Lublin. Za jego schwytanie wyznaczono nagrodę. W Warszawie organizował powstańcze siły zbrojne, należał do Towarzystwa Patriotycznego (był jego wiceprezesem). Jesienią 1831, przez Prusy, wyjechał do Paryża.
Jego biografia jest przyczynkiem do dziejów ruchu frankistowskiego w Polsce. Jedna z najciekawszych osobowości Wielkiej Emigracji, należał do tej grupy wychodźców polskich w Europie Zachodniej, którzy godzili swoje racje patriotyczne z „duchem europejskim” epoki. Jako uczestnik najważniejszych debat społecznych i politycznych, jako komentator teorii najwybitniejszych myślicieli pierwszej połowy XIX wieku (Fourier), był równocześnie rzecznikiem interesów mieszczaństwa polskiego. Ważne miejsce w ideologii tego emigracyjnego demokraty, wybitnego publicysty, działacza politycznego i społecznego zajmowała walka o równouprawnienie wszystkich wyznań religijnych w Polsce; to on jest autorem określenia „Polacy wyznania mojżeszowego”, które weszło do języka ideowego tajnych organizacji młodzieżowych na ziemiach polskich w latach 30. i 40. XIX wieku. W 1862 r., wraz z Ludwikiem Królikowskim, założył Zbratnienie Polskie Wszystkich Wyznań Religijnych.
Mickiewicz napisał o nim : „Wpół jest Żydem, wpół Polakiem, Wpół jakubinem, wpół żakiem, Wpół cywilnym, wpół żołdakiem,  Lecz zato całym łajdakiem.”
Autor powieści Cesarzewicz Konstanty i Joanna Grudzińska, czyli Jakubini polscy (1833–34).